# Новоандрієвка (Мамлютський район)
Новоандрі́євка (каз. Новоандреев) — село у складі Мамлютського району Північноказахстанської області Казахстану. Входить до складу Леденьовського сільського округу.
Населення — 58 осіб (2021; 172 у 2009, 260 у 1999, 378 у 1989).
Національний склад станом на 1989 рік:
- німці — 79 %.